# Chelsea Valois
Chelsea Valois (Calgary, 11 ottobre 1987) è una bobbista canadese.

## Biografia
Compete professionalmente dal 2012 ed in coppia con Kaillie Humphries ha vinto il titolo mondiale di bob a due e la medaglia di bronzo a squadre a St. Moritz 2013.

## Palmarès

### Mondiali
- 2 medaglie:
  - 1 oro (bob a due a St. Moritz 2013);
  - 1 bronzo (squadre miste a St. Moritz 2013).

### Coppa del Mondo
- 10 podi (9 nel bob a due, 1 nelle gare a squadre):
  - 7 vittorie (6 nel bob a due, 1 nelle gare a squadre);
  - 1 secondo posto (nel bob a due);
  - 2 terzi posto (nel bob a due).

#### Coppa del Mondo - vittorie
| Data             | Luogo       | Paese       | Disciplina                                                                                                |
| ---------------- | ----------- | ----------- | --- |
| 9 novembre 2012  | Lake Placid | Stati Uniti | a due con Kaillie Humphries (pilota)                                                                      |
| 16 novembre 2012 | Park City   | Stati Uniti | a due con Kaillie Humphries (pilota)                                                                      |
| 23 novembre 2012 | Whistler    | Canada      | a due con Kaillie Humphries (pilota)                                                                      |
| 8 dicembre 2012  | Winterberg  | Germania    | a due con Kaillie Humphries (pilota)                                                                      |
| 8 dicembre 2012  | Winterberg  | Germania    | gara a squadre con Kaillie Humphries (pilota), Eric Neilson, Cassie Hawrysh, Lyndon Rush e Neville Wright |
| 14 dicembre 2012 | La Plagne   | Francia     | a due con Kaillie Humphries (pilota)                                                                      |
| 11 gennaio 2013  | Königssee   | Germania    | a due con Kaillie Humphries (pilota)                                                                      |